# Parabetyla spinosa
Parabetyla spinosa är en stekelart som beskrevs av Charles Thomas Brues 1922. Parabetyla spinosa ingår i släktet Parabetyla och familjen hyllhornsteklar. Inga underarter finns listade i Catalogue of Life.